# Tangskjera
Tangskjera (norwegisch, englisch Tongue Rock, jeweils sinngemäß übersetzt „Zungenfelsen“) ist ein Klippenfelsen vor der Mawson-Küste des ostantarktischen Mac-Robertson-Lands. Er liegt unmittelbar vor der Landspitze Lågtangen.
Norwegische Kartographen, die ihn auch benannten, kartierten ihn anhand von Luftaufnahmen der Lars-Christensen-Expedition 1936/37.